# Pseudosieversia rufa
Pseudosieversia rufa là một loài bọ cánh cứng trong họ Cerambycidae.